# Вейн (Нью-Джерсі)
Вейн (англ. Wayne) — селище (англ. village) в США, в окрузі Пассаїк штату Нью-Джерсі. Населення — 54 838 осіб (2020).

### Клімат
| Клімат : Вейн         | Клімат : Вейн | Клімат : Вейн | Клімат : Вейн | Клімат : Вейн | Клімат : Вейн | Клімат : Вейн | Клімат : Вейн | Клімат : Вейн | Клімат : Вейн | Клімат : Вейн | Клімат : Вейн | Клімат : Вейн | Клімат : Вейн |
| Показник              | Січ.          | Лют.          | Бер.          | Квіт.         | Трав.         | Черв.         | Лип.          | Серп.         | Вер.          | Жовт.         | Лист.         | Груд.         | Рік           |
| Середній максимум, °C | 3,3           | 5,0           | 10,0          | 16,1          | 22,2          | 26,7          | 30,0          | 28,3          | 24,4          | 17,8          | 12,2          | 5,6           | 16,9          |
| Середній мінімум, °C  | −6,7          | −6,1          | −1,1          | 4,4           | 10,0          | 15,0          | 17,8          | 17,2          | 12,8          | 5,6           | 1,1           | −3,9          | 5,6           |
| Норма опадів, мм      | 105           | 76            | 109           | 110           | 122           | 113           | 117           | 110           | 135           | 100           | 113           | 99            | 1308          |
| --------------------- | ------------- | ------------- | ------------- | ------------- | ------------- | ------------- | ------------- | ------------- | ------------- | ------------- | ------------- | ------------- | ------------- |
| Джерело:              |               |               |               |               |               |               |               |               |               |               |               |               |               |

## Демографія
Згідно з переписом 2010 року, у селищі мешкало 54 717 осіб у 19 127 домогосподарствах у складі 14 231 родини. Було 19768 помешкань
Расовий склад населення:
| - 86,1 % — білих - 8,2 % — азіатів - 2,3 % — чорних або афроамериканців - 0,1 % — корінних американців - 1,8 % — осіб інших рас |

До двох чи більше рас належало 1,5 %. Частка іспаномовних становила 7,9 % від усіх жителів.
За віковим діапазоном населення розподілялося таким чином: 22,0 % — особи молодші 18 років, 61,0 % — особи у віці 18—64 років, 17,0 % — особи у віці 65 років та старші. Медіана віку мешканця становила 42,8 року. На 100 осіб жіночої статі у селищі припадало 91,9 чоловіків;  на 100 жінок у віці від 18 років та старших — 88,4 чоловіків також старших 18 років.
Середній дохід на одне домашнє господарство  становив 133 316 доларів США (медіана — 106 357), а середній дохід на одну сім'ю — 149 872 долари (медіана — 123 923). Медіана доходів становила 82 658 доларів для чоловіків та 61 176 доларів для жінок. За межею бідності перебувало 4,0 % осіб, у тому числі 4,6 % дітей у віці до 18 років та 3,5 % осіб у віці 65 років та старших.
Цивільне працевлаштоване населення становило 27 701 осіб. Основні галузі зайнятості: освіта, охорона здоров'я та соціальна допомога — 24,9 %, науковці, спеціалісти, менеджери — 14,2 %, роздрібна торгівля — 13,5 %.